# Fufeng (häradshuvudort i Kina, Shaanxi, lat 34,36, long 107,87)
Fufeng är en häradshuvudort i Kina. Den ligger i provinsen Shaanxi, i den nordvästra delen av landet, omkring 95 kilometer väster om provinshuvudstaden Xi'an. Antalet invånare är 416 402. Befolkningen består av 198 790 kvinnor och 217 612 män. Barn under 15 år utgör 15,0 %, vuxna 15-64 år 75 %, och äldre över 65 år 8,0 %.
Runt Fufeng är det tätbefolkat, med 570 invånare per kvadratkilometer. Fufeng är det största samhället i trakten. Trakten runt Fufeng består till största delen av jordbruksmark.
Genomsnittlig årsnederbörd är 730 millimeter. Den regnigaste månaden är september, med i genomsnitt 159 mm nederbörd, och den torraste är december, med 2 mm nederbörd.